# Пісня дороги
«Пісня дороги» (бенг. পথের পাঁচালী, Pather Panchali) — фільм індійського режисера Сатьяджита Рея, завдяки якому про індійське кіно дізналися в усьому світі. Знятий у 1955 році за фінансової підтримки уряду Західної Бенгалії за однойменним романом Бібхутібхушана Бандьопадхяя. Перша частина трилогії про Апу.

## Сюжет
У 1910-х роках у Нішіндіпурі, у сільській Бенгалії, Харіхар Рой заробляє на мізерне життя як пуджарі (священник), але мріє про кращу кар'єру поета та драматурга. Його дружина Сарбаджая піклується про їхніх дітей, Дургу й Апу, а також про літнього двоюрідного брата Харіхара Індіра Тхакруна. Через їхні обмежені ресурси Сарбаджая обурюється, що їй доводиться ділити свій дім зі старим Індіром, який часто краде їжу з їхньої вже порожньої кухні. Часом її насмішки стають образливими, змушуючи Індіра тимчасово ховатися в домі іншого родича. Дурга любить Індір і часто дарує їй фрукти, вкрадені в саду багатого сусіда. Одного разу дружина сусіда звинувачує Дургу у крадіжці намиста з бісеру (що Дурга заперечує) і звинувачує Сарбаджаю в заохоченні її схильності до крадіжки.
Як старший брат, Дурга піклується про Апу з материнською любов'ю, але не шкодує нагоди подражнити його. Разом вони діляться простими радощами життя: тихо сидять під деревом, розглядають фотографії в біоскопі мандрівного продавця, біжать за цукерником, який проходить повз, і дивляться джатру (народний театр) у виконанні акторської трупи. Щовечора їх радує гудок далекого поїзда. Одного разу вони біжать, щоб побачити потяг, але після повернення знаходять Індіра мертвим.
Не маючи можливості добре заробити в селі, Харіхар їде до міста шукати кращої роботи. Він обіцяє, що повернеться з грошима на ремонт їхнього напівзруйнованого будинку. Під час його відсутності сім'я все глибше занурюється в бідність, а Сарбаджая стає все більш самотнім і гірким. Одного разу під час сезону дощів Дурга надто довго бавилася під зливою, застудилася й у неї піднялася висока температура. Оскільки належної медичної допомоги немає, гарячка посилюється, і в ніч безперервного дощу та поривчастого вітру вона помирає. Харіхар повертається додому і починає показувати Сарбаджаї товар, який він привіз з міста. Мовчазна Сарбаджая валиться біля ніг свого чоловіка, а Харіхар кричить від горя, коли дізнається, що втратив дочку. Сім'я вирішує покинути батьківщину Бенарас. Коли вони збираються, Апу знаходить намисто, крадіжку якого Дурга раніше заперечувала; він кидає його в ставок. Апу з батьками виїжджають із села на возі.

## У ролях
- Каню Баннерджі — Харіхар Рей
- Каруна Баннерджі — Сарбоджайя Рей
- Субіру Баннерджі — Апу
- Ума Дас Гупта — Дурга
- Чунібала Деві — Індіра Такрун
- Реба Деві — Седж Такрун

## Манера
Фільм оповідає в манері, близькій до італійського неореалізму та поетичному реалізму Жана Ренуара, про дитинство хлопчика в індійському селі. Образний ряд картини, згідно з ресурсом Allmovie, витримує порівняння з роботами Гріффіта та Мурнау; діалог часом здається зайвим. Особливо знаменита сцена, в якій мати проводить безсонну ніч біля ліжка хворої доньки, а буря надворі стукає в хиткі двері та розвіває легкі фіранки.

## Успіх
За сприяння Джавахарлала Неру фільм був показаний на Каннському кінофестивалі 1956 року, де його зустріли оваціями й вшанували нагородою «Найкращий людський документ року». Критики писали про молодого режисера, який став обличчям індійського кінематографа:
 Його нехитре око бачить життя і людей. Композиція його кадрів настільки віртуозна, що її можна порівняти з манерою небагатьох видатних режисерів у всій історії світового кіно … Але не в ракурсах камери і не в монтажі планів криється головний секрет його успіху. Сила Рея — в тій легкості, з якою він проникає в саме нутро своїх героїв і показує, що відбувається в їх умах і серцях. 